# Placówka Straży Celnej „Ryki”

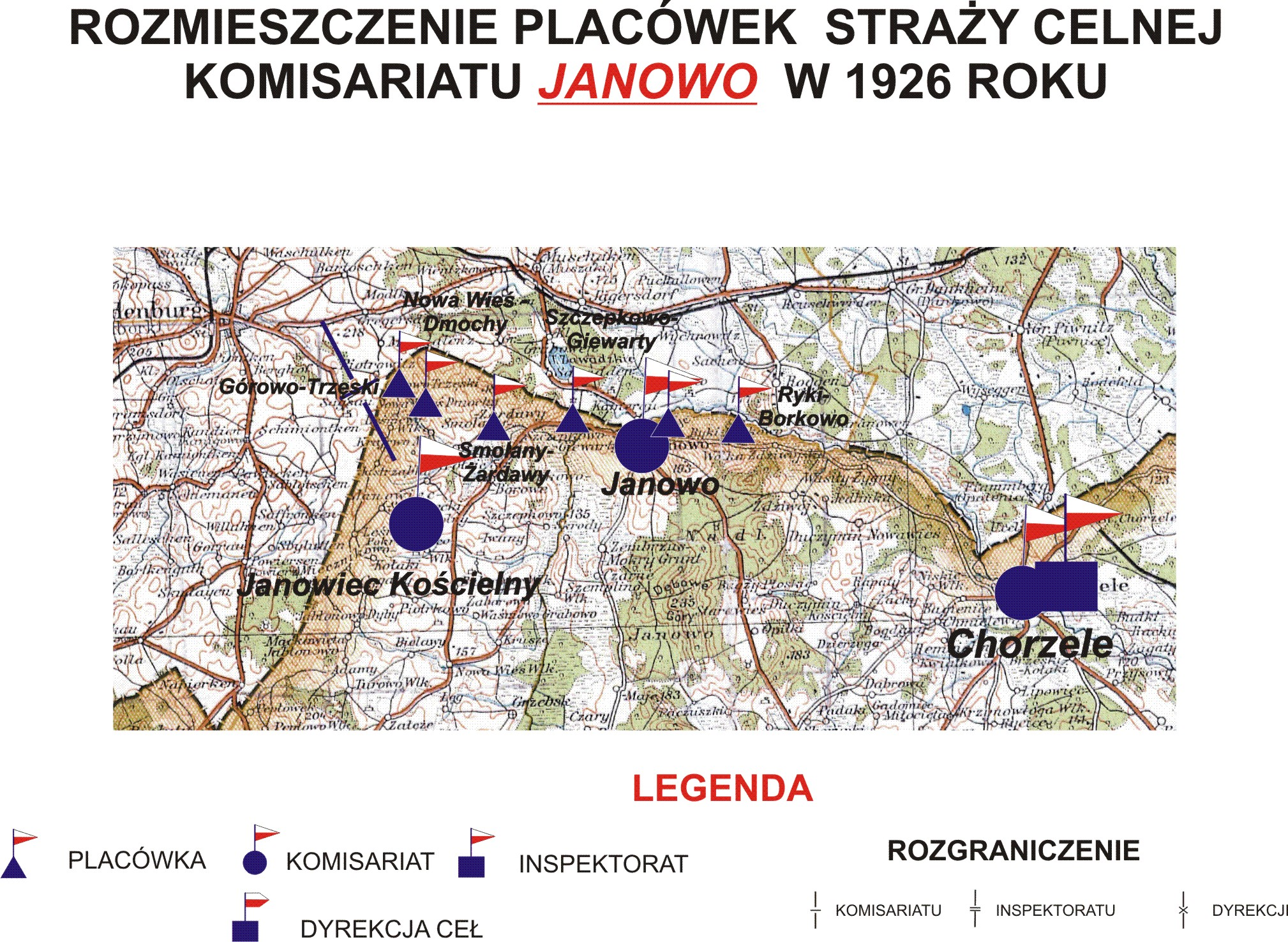
Rozmieszczenie placówek SC komisariatu "Janowo" w 1926 roku

Placówka Straży Celnej „Ryki” – jednostka organizacyjna Straży Celnej pełniąca w okresie międzywojennym służbę ochronną na granicy polsko-niemieckiej.

## Formowanie i zmiany organizacyjne
Na wniosek Ministerstwa Skarbu, uchwałą z 10 marca 1920 roku, powołano do życia Straż Celną. Od połowy 1921 roku jednostki Straży Celnej rozpoczęły przejmowanie odcinków granicy od pododdziałów Batalionów Celnych. W 1921 roku w Chorzelach stacjonował sztab 3 kompanii 1 batalionu celnego. 3 kompania celna wystawiła między innymi placówkę w Rykach. Proces tworzenia Straży Celnej trwał do końca 1922 roku. Placówka Straży Celnej „Ryki” weszła w podporządkowanie komisariatu Straży Celnej „Janowo” z Inspektoratu SC „Chorzele”.
W drugiej połowie 1927 roku przystąpiono do gruntownej reorganizacji Straży Celnej. W praktyce skutkowało to rozwiązaniem tej formacji granicznej. Ochronę północnej, zachodniej i południowej granicy państwa przejęła powołana z dniem 2 kwietnia 1928 roku Straż Graniczna. W strukturach nowo powstałej formacji nie odtworzono placówki „Ryki”.

## Służba graniczna
Sąsiednie placówki
- placówka Straży Celnej „Wasiły” ⇔ placówka Straży Celnej „Janowo” − 1926[10][11]

## Funkcjonariusze placówki
Kierownicy placówki
| stopień          | imię i nazwisko, numer      | okres pełnienia służby | kolejne stanowisko |
| ---------------- | --------------------------- | ---------------------- | ------------------ |
| starszy strażnik | Stanisław Pietkiewicz (476) | był w 1926             |                    |

Obsada personalna placówki w 1926:
- starszy strażnik Stanisław Pietkiewicz (476)
- strażnik Walenty Śmiałkowski (518)
- strażnik Stanisław Gajewski (1046)
- strażnik Stanisław Głodkowski (555)